# Midrasch Samuel
Midrasch Samuel ist ein Midrasch genannter, vermutlich im 11. Jahrhundert in Palästina verfasster aggadischer Kommentar zum Buch Samuel.

## Charakteristik
Der bei Raschi und Maimonides häufig zitierte Kommentar enthält 32 Abschnitte, davon 24 zum ersten und lediglich 8 zum zweiten Buch Samuel.
Der Grundbestand des Textes, der aus palästinischem (nie aus dem babylonischen) Talmud und älteren Midraschim schöpft, ist einige Jahrhunderte älter, später aber überarbeitet worden (erwiesen u. a. durch spätere Zitate als Aggadat Schmuel).

## Textzeugen
- MS Parma 563 (einziges Manuskript, sehr fehlerhaft)
- Bruchstücke in der Kairoer Geniza (hrsg. Z. M. Rabinovitz, Ginzé Midrash ... , Tel Aviv 1976, stark abweichender Text)
- weiteres Fragment bei N. Alloni, Geniza Fragments 77, Jerusalem 1973

## Erstdruck
- Konstantinopel 1517

## Kritische Ausgabe
- Salomon Buber, Krakau 1893

## Erstübersetzung
- Wünsche, Israels Lehrhallen, Band V., Leipzig 1910